# Корхут, Михай
Ми́хай Ко́рхут (венг. Korhut Mihály; 1 декабря 1988, Мишкольц) — венгерский футболист, защитник израильского клуба «Хапоэль» (Беэр-Шева) и сборной Венгрии.

## Карьера
Начал играть в молодёжной команде «Монор», позже играл в «Летавертеше» и «Дебрецене». В 2008 году попал в дублирующий состав «Дебрецена», а со следующего сезона уже играл в первой команде. Дебютировал 1 августа 2009 года в игре с «Ломбардом». В том сезоне выиграл с командой чемпионат и Кубок Венгрии.
В сезоне-2010/11 выступал на правах аренды в течение полугода за «Капошвар Ракоци», дебютировал в этой команде 12 марта 2011 года, в победном матче против «Шиофока» (3:0). Летом 2011 года вернулся в «Дебрецен». Стал в его составе победителем чемпионатов Венгрии в сезонах 2011/12 и 2013/14, а также выиграл розыгрыши Кубка Венгрии 2011/12 и 2012/13.
В сборной Венгрии впервые сыграл 22 мая 2014 года в товарищеской встрече с командой Дании (2:2). Осенью того же года сыграл 1 матч в отборочном турнире ЧЕ-2016. После большого перерыва снова сыграл за сборную 26 марта 2016 года, в товарищеском матче против сборной Хорватии. Вошёл в заявку сборной на финальный турнир чемпионата Европы.
30 августа 2016 года подписал 4-летний контракт с командой «Хапоэль» из города Беэр-Шева. В составе клуба дебютировал 25 сентября в матче чемпионата Израиля против команды «Бней Иегуда».

## Достижения
«Дебрецен»
- Чемпион Венгрии: 2009/10, 2011/12, 2013/14
- Обладатель Кубка Венгрии: 2009/10, 2011/12

 «Хапоэль»
- Чемпион Израиля: 2016/17
- Обладатель Кубка Тото: 2016/17